# Kaple Panny Marie Sněžné pod Hvězdou (Křinice)
Kaple Panny Marie Sněžné pod Hvězdou, zvaná též Sněžná kaple, je římskokatolická kaple v Křinicích. Patří do děkanství Broumov.

## Lokalizace
Kaple se nachází na úpatí Broumovských stěn v osadě Amerika, odkud vede schodiště s 320 schody na vrchol stěn ke kapli Panny Marie Sněžné.

## Historie
Barokní kaple byla postavena roku 1709 broumovským radním Ignazem Zinkem. Roku 1786 byla zrušena, načež roku 1850 znovu vysvěcena. Rekonstrukce proběhla v roce 1997. Obec Křinice zakoupila sošku Panny Marie, která v kapli chyběla a v roce 2011 ji nechala vysvětit broumovským děkanem P. Martinem Lanžim.

## Bohoslužby
Pravidelné bohoslužby se v kapli nekonají.

## Galerie

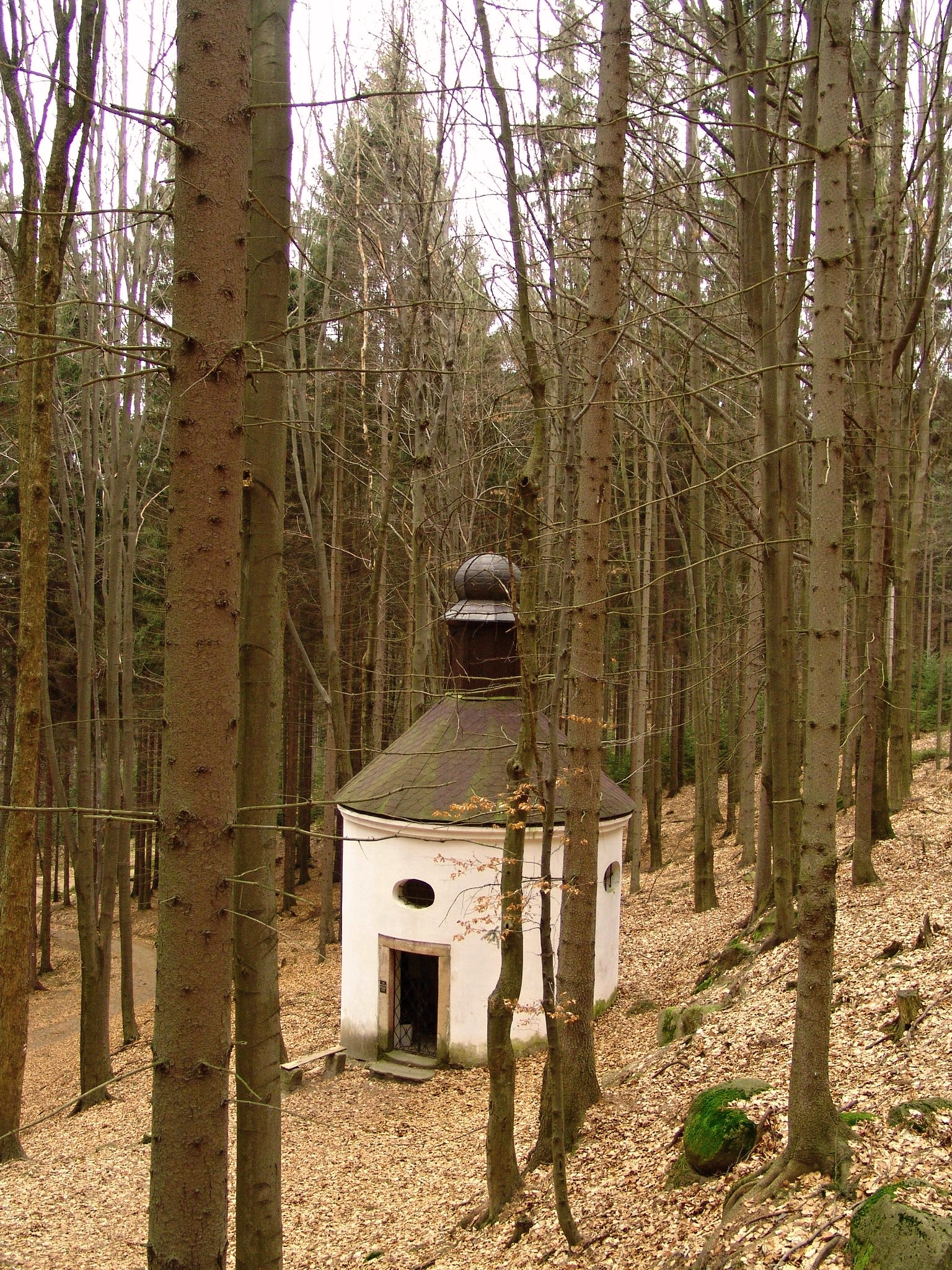
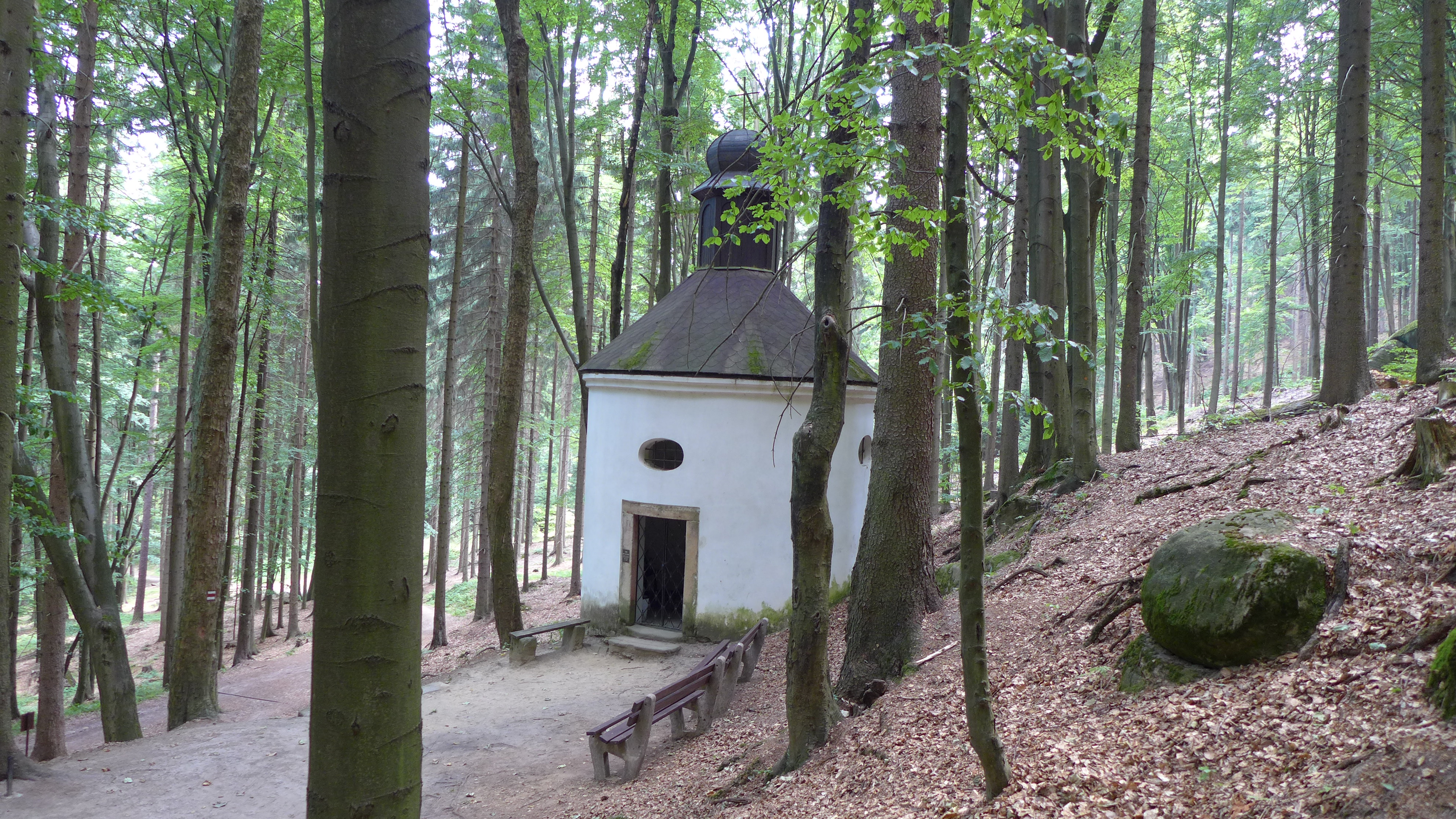
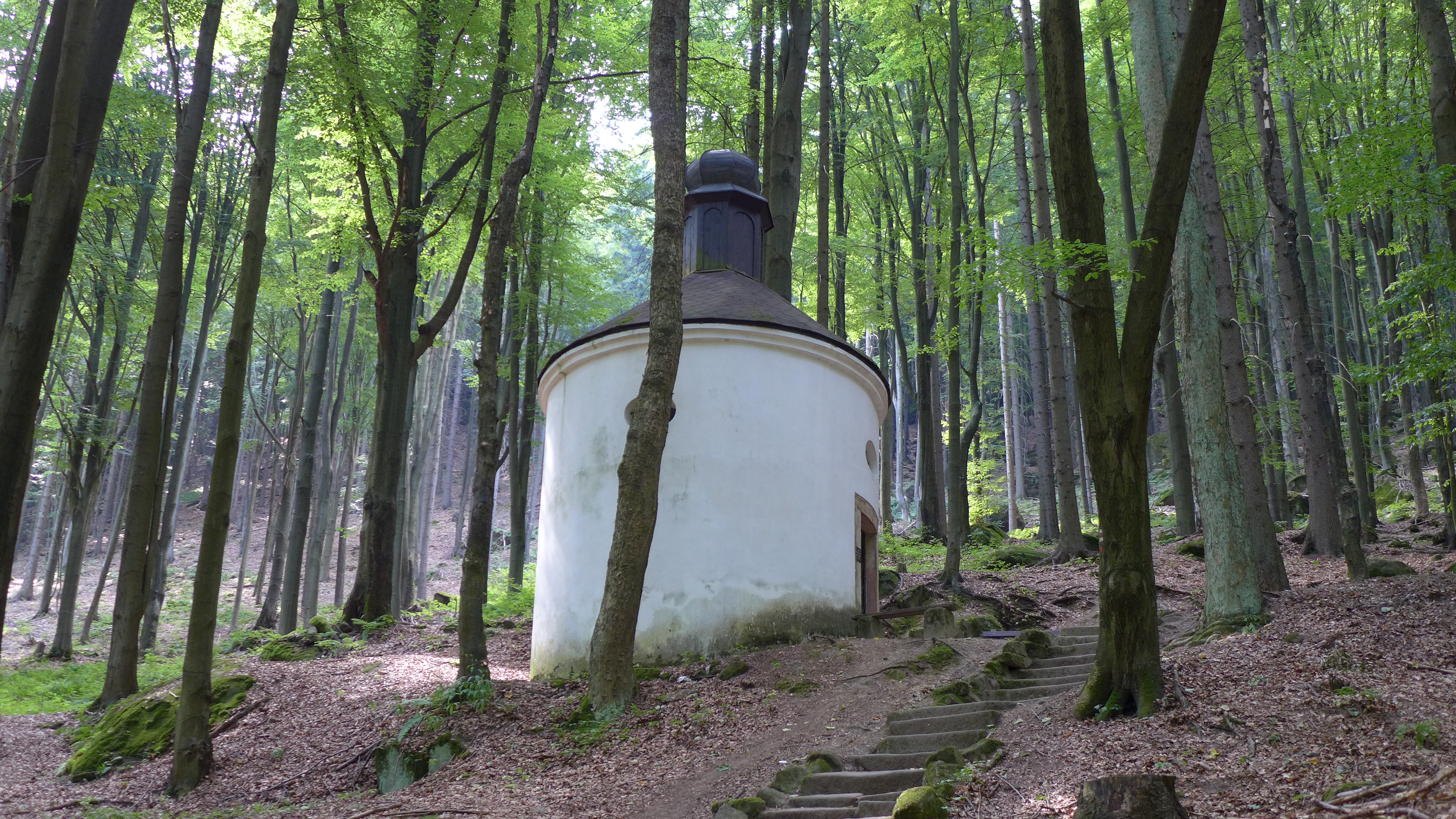
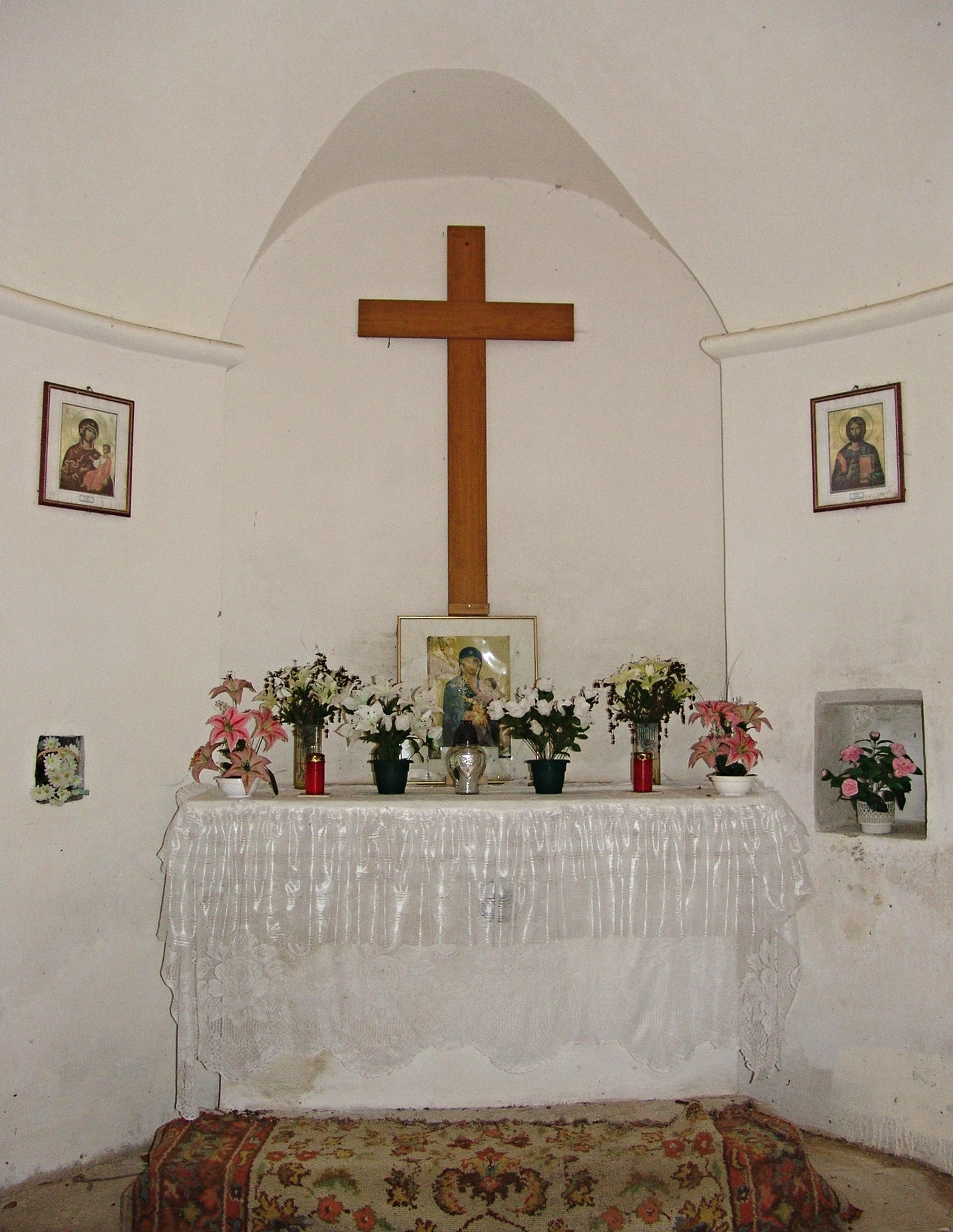
Interiér